# Chrysopaa sternosignata
Chrysopaa sternosignata là loài ếch thuộc chi đơn loài Chrysopaa trong họ Dicroglossidae.
Tên gọi phổ biến trong tiếng Anh của loài ếch này là ếch núi Baluch, ếch karez, ếch Malir paa, hay ếch Murray. Chúng thường được tìm thấy ở Afghanistan, Pakistan, Kashmir và có thể cả Ấn Độ.
Các môi trường sống tự nhiên của chúng là sông, đầm và đầm lầy nước ngọt.